# Pianella
Pianella là một đô thị thuộc tỉnh Pescara trong vùng Abruzzo của Ý. Ý. Đô thị này có diện tích 46 km², dân số thời điểm 31 tháng 12 năm 2004 là 163 người. Các làng trực thuộc: Astignano, Castellana Pianella, Cerratina Pianella, Collalto, Collecinciero Micone, Colleionne San Martino Granaro, Garofalo, Nora, Pratelle, San desiderio Villa Finocchio, Vicenne sud.
Các đô thị giáp ranh: Catignano, Cepagatti, Loreto Aprutino, Moscufo, Nocciano, Rosciano, Spoltore.